# Leposoma nanodactylus
Leposoma nanodactylus är en ödleart som beskrevs av  Rodrigues 1997. Leposoma nanodactylus ingår i släktet Leposoma och familjen Gymnophthalmidae. Inga underarter finns listade i Catalogue of Life.